# باد نشی (هرمزگان)
باد نشی یا ( باد نعشی ) یکی از بادهای معروف در منطقهٔ استان هرمزگان در جنوب ایران است.
باد نشی (نعشی) بادی است سرد و طوفانزا که در فصل زمستان در سواحل استان هرمزگان می‌وزد. جهت این باد از شمال شرقی به سمت جنوب غربی است، وگاهی در تنگه هرمز به طور پیوسته، و به مدت ۳ تا ۵ روز می‌وزد.